# Sé (Lamego)
Município
A Freguesia da Sé foi uma freguesia portuguesa do Município  de Lamego a qual tinha 9,87 km² de área e 3 464 habitantes (2011), e, por isso, uma densidade populacional de 351 hab/km².
A Freguesia da Sé foi extinta em 2013, no âmbito de uma reforma administrativa nacional, para, em conjunto com a Freguesia de Almacave, formar uma nova freguesia denominada Lamego (Almacave e Sé) com sede em Lamego.

## População
| População da freguesia de Lamego (Sé) | População da freguesia de Lamego (Sé) | População da freguesia de Lamego (Sé) | População da freguesia de Lamego (Sé) | População da freguesia de Lamego (Sé) | População da freguesia de Lamego (Sé) | População da freguesia de Lamego (Sé) | População da freguesia de Lamego (Sé) | População da freguesia de Lamego (Sé) | População da freguesia de Lamego (Sé) | População da freguesia de Lamego (Sé) | População da freguesia de Lamego (Sé) | População da freguesia de Lamego (Sé) | População da freguesia de Lamego (Sé) | População da freguesia de Lamego (Sé) |
| ------------------------------------- | ------------------------------------- | ------------------------------------- | ------------------------------------- | ------------------------------------- | ------------------------------------- | ------------------------------------- | ------------------------------------- | ------------------------------------- | ------------------------------------- | ------------------------------------- | ------------------------------------- | ------------------------------------- | ------------------------------------- | ------------------------------------- |
| 1864                                  | 1878                                  | 1890                                  | 1900                                  | 1911                                  | 1920                                  | 1930                                  | 1940                                  | 1950                                  | 1960                                  | 1970                                  | 1981                                  | 1991                                  | 2001                                  | 2011                                  |
| 4 029                                 | 4 748                                 | 4 815                                 | 5 465                                 | 4 266                                 | 5 072                                 | 5 311                                 | 5 372                                 | 4 976                                 | 5 189                                 | 4 845                                 | 4 457                                 | 3 703                                 | 3 144                                 | 3 464                                 |

| Distribuição da População por Grupos Etários | Distribuição da População por Grupos Etários | Distribuição da População por Grupos Etários | Distribuição da População por Grupos Etários | Distribuição da População por Grupos Etários | Distribuição da População por Grupos Etários | Distribuição da População por Grupos Etários | Distribuição da População por Grupos Etários | Distribuição da População por Grupos Etários | Distribuição da População por Grupos Etários |
| -------------------------------------------- | -------------------------------------------- | -------------------------------------------- | -------------------------------------------- | -------------------------------------------- | -------------------------------------------- | -------------------------------------------- | -------------------------------------------- | -------------------------------------------- | -------------------------------------------- |
| Ano                                          | 0-14 Anos                                    | 15-24 Anos                                   | 25-64 Anos                                   | > 65 Anos                                    |                                              | 0-14 Anos                                    | 15-24 Anos                                   | 25-64 Anos                                   | > 65 Anos                                    |
| 2001                                         | 463                                          | 392                                          | 1 601                                        | 688                                          |                                              | 14,7%                                        | 12,5%                                        | 50,9%                                        | 21,9%                                        |
| 2011                                         | 543                                          | 337                                          | 1 885                                        | 699                                          |                                              | 15,7%                                        | 9,7%                                         | 54,4%                                        | 20,2%                                        |

Média do País no censo de 2001:  0/14 Anos-16,0%; 15/24 Anos-14,3%; 25/64 Anos-53,4%; 65 e mais Anos-16,4%
Média do País no censo de 2011:   0/14 Anos-14,9%; 15/24 Anos-10,9%; 25/64 Anos-55,2%; 65 e mais Anos-19,0%

## Património
- Sé de Lamego[5]
- Capela de São Pedro de Balsemão[6]

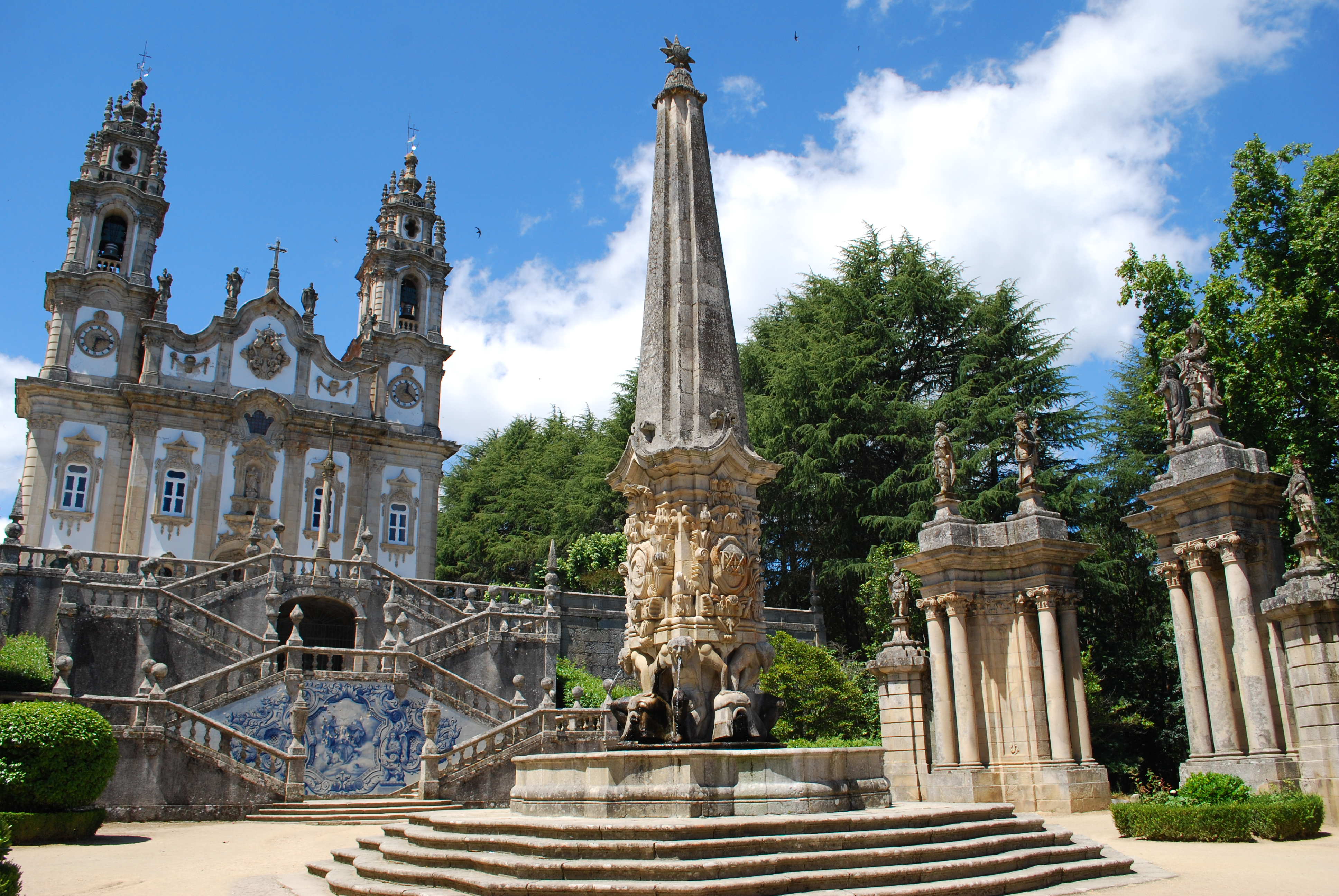
Chafariz dos Remédios

- Cine-Teatro Ribeiro da Conceição / Antigo Hospital da Misericórdia[7]
- Santuário de Nossa Senhora dos Remédios[8]
- Casa das Brolhas
- Chafariz dos Remédios[9]
- Cruzeiro gótico / Cruzeiro do Senhor do Bom Despacho
- Igreja e Convento de Santa Cruz[10]
- Igreja do Desterro